# Ben Sweat
Benjamin Sweat, detto Ben (Palm Harbor, 4 settembre 1991), è un ex calciatore statunitense, di ruolo difensore.

## Caratteristiche tecniche
È un terzino sinistro.

## Carriera
Il 20 dicembre 2021 dopo solo un anno ad Austin e sole 2 presenze; complice anche un infortunio che lo ha tenuto fuori per tutta la stagione, passa a titolo definitivo allo Sporting Kansas City.